# Črešnova
Črešnova – wieś w Słowenii, w gminie Zreče. 1 stycznia 2018 liczyła 83 mieszkańców.